# William H. Yale
William Hall Yale (* 12. November 1831 in New Haven, Connecticut; † 25. Januar 1917 in Saint Paul, Minnesota) war ein US-amerikanischer Politiker. Zwischen 1870 und 1874 war er Vizegouverneur des Bundesstaates Minnesota.

## Werdegang
Nach einem Jurastudium und seiner Zulassung als Rechtsanwalt begann William Yale in Minnesota in diesem Beruf zu arbeiten. Gleichzeitig schlug er als Mitglied der Republikanischen Partei eine politische Laufbahn ein. Im Jahr 1867 sowie von 1876 bis 1877 saß er im Senat von Minnesota.
1869 wurde er an der Seite von Horace Austin zum Vizegouverneur seines Staates gewählt. Dieses Amt bekleidete er zwischen 1870 und 1874. Dabei war er Stellvertreter des Gouverneurs und Vorsitzender des Staatssenats. Später bekleidete er das Amt des Marshal of the State Supreme Court. Er starb am 25. Januar 1917 in Saint Paul, wo er auch beigesetzt wurde.